# Lục Nam
Lục Nam és un thị trấn (població a nivell comunal) i capital del districte Lục Nam, província de Bắc Giang, al nord-est del Vietnam.